# 1164
Năm 1164 trong lịch Julius.

## Sự kiện
- 30 tháng 9 - Bang giao Lý-Tống: Nhân đoàn sứ thần nhà Lý do Doãn Tử Tư dẫn đầu sang kinh đô Lâm An, vua Trung Hoa lần đầu công nhận Việt Nam là một quốc gia, gọi là An Nam Quốc[1]. Theo các nguồn Việt sử lược và Tống sử, năm 1174 nhà Tống mới phong hiệu An Nam cho Đại Việt.[2][3]